# 플젠 시청사

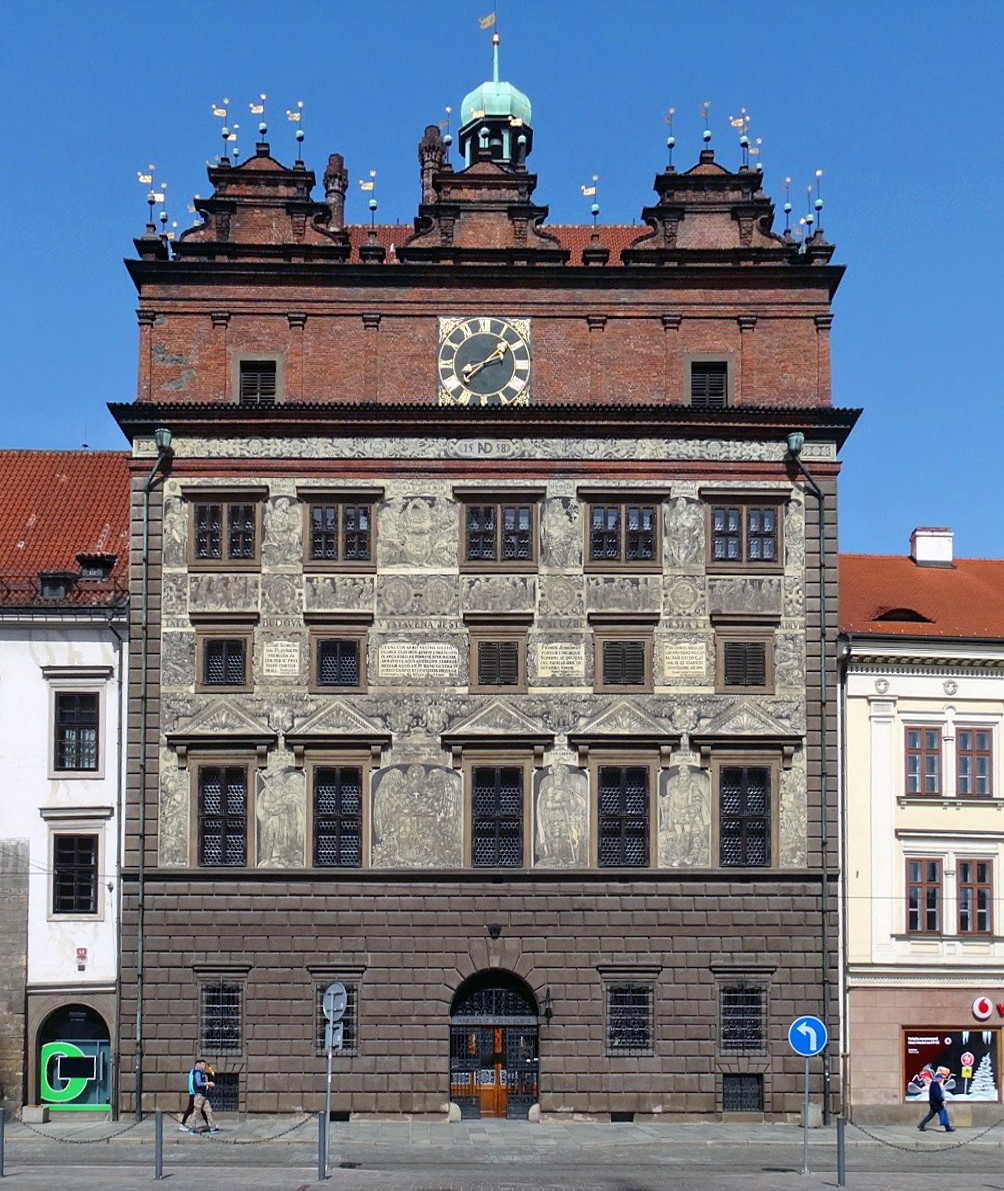
플젠 시청사

플젠 시청사(체코어: Plzeňská radnice)는 체코 플젠주 플젠 공화국 광장에 있는 르네상스 양식의 건물이다. 플젠 시청은 시청사 건물 내에 있다. 이 건물은 체코의 국가 문화 기념물로 보호받고 있다.
1층 홀은 전시장으로 사용되고 있다.